# Abismo de pasión
Abismo de pasión (Abîme de la Passion) est une telenovela mexicaine diffusée en 2012 par Televisa, produite par Angeli Nesma Medina et écrite par Caridad Bravo Adams. Il s'agit d'un remake de Cañaveral de pasiones produit en 1996 et Il s'agit d'un remake de Canavial de Paixões produit en 2003.
En France, Elle est diffusée sur le réseau Outre-mer La 1er et sur France Ô. Elle est diffusée en 2015 sur Diamants TV, sur IDF1 et diffusée entre le 16 février 2022 et le 30 septembre 2022 sur Novelas TV

## Synopsis
Elisa, Damian, Paloma et Gael sont amis depuis l’enfance. Ils l’ignorent encore, mais ils vont devoir payer le prix du lourd héritage de leurs parents, constitué de manipulations et de mensonges. En effet, bien des années auparavant, Carmina, la tante d’Elisa, a voulu s’enfuir avec son amant Don Rosendo, le père de Damián. Alors que la mère d’Elisa, Estefania, tentait de raisonner Don Rosendo, ils ont eu un accident de voiture mortel. Carmina saisit l’occasion de laisser croire à son beau-frère Don Augusto, ainsi qu’à Alfonsina, l’épouse de Don Rosendo, qu’Estefania était la maîtresse de Don Rosendo. De dépit, Augusto épouse alors Carmina en secondes noces, tandis qu’Alfonsina se met à détester Elisa, fille de sa supposée rivale. Elle envoie son fils Damián faire ses études en Italie afin de l’éloigner d’Elisa. De retour au village après ses études, Damián tombe amoureux d’Elisa. La jeune fille partage aussi cet amour passion, mais les obstacles sont multiples. Car Gael, l’ami d’enfance, est lui aussi amoureux de la belle et se retrouve en rivalité avec Damián. De leurs côtés, Alfonsina et Don Augusto font tout leur possible pour mettre fin à la romance entre leurs enfants. Don Augusto finit même par obliger sa fille à accepter la demande en mariage de Gael, sans quoi il tuera Damián. Mais la belle Paloma, la meilleure amie d’Elisa, est elle-même éperdument amoureuse de Gael et vit l’annonce du mariage comme une trahison. Alors que Gael et Elisa se tiennent devant l’autel, Damián s’oppose au mariage. L’affrontement entre les anciens meilleurs amis atteint son paroxysme lors d’une violente bagarre, interrompue par une perturbante révélation : les deux garçons sont demi-frères du côté de leur père, Don Rosendo. La vérité éclate, Gael réalise enfin qu’Elisa et Damián s’aiment et il décide d’ouvrir son cœur à Paloma

## Distribution
- Alejandro Camacho : Don Augusto Castañón
- Blanca Guerra :  Alfonsina Mondragon vda de Arango
- Angelique Boyer : Elisa Castañón Bouvier /Elisa Castañón Bouvier de Arongo
- David Zepeda : Damian Arango Mondragon
- Mark Tacher : Gael Arango
- Livia Brito : Paloma Gonzalez
- Sabine Moussier : Doña Carmina Castañón
- Cesar Evora : Don Rosendo Arango
- Altair Jarabo : Florencia Cantú
- Salvador Zerboni : Gabino Mendoza
- Eugenia Caudaro : Dolores Bouvier
- Francisco Gattorno : Don Braulio Larraguibel
- Vanessa Arias : Antonia
- Raquel Olmedo : Ramona Gonzalez
- Alexis Ayala : Dr. Edmundo Tovar
- Nailea Norvind : Begoña
- Alberto Agnesi : Enrique Tovar
- Isabella Camil : Ingrid
- Sergio Mayer : Don Paolo Torres
- René Casados : Padre Lupe Viuda
- Armando Araiza : Don Horacio Ferrer
- Jade Fraser : Sabrina Tovar
- Isaura Espinoza : Maru
- Adriano : Vicente
- Ricardo Dalmacci : Guido Landucci
- Said Elias : Renato
- Esmeralda Pimentel : Kenia
- Dacia Gonzalez : Nina
- Lourdes Munguía : Carito
- Briggitte Bozzo : Elisa Castañón jeune
- Diego Velázquez : Gael jeune
- Maryliz Leon : Paloma jeune
- Robin Vega : Damián Arango jeune
- Ludwika Paleta : Estefanía de Castañón
- Raúl Ochoa : Père Miguel
- Gustavo Rojo : Obispo
- Maricarmen Vela : Eduviges
- Silvia Castañón
- Nora Del Aguila
- Oralia Olvera
- Polly
- Gabriel Roustand
- Fernando Gálvez : Dr. Miguel Chacón
- Benjamín Islas
- Alejandro Ávila : Dr. Gabriel Manrique
- Rafael Amador
- Flora Fernández
- Martha Ortiz : Prisonnière
- África Zavala : Docteur

## Diffusion internationale
- Canal de las Estrellas : Du lundi au vendredi à 21h30 (23 janvier 2012 - 2 septembre 2012)
- Canal de las Estrellas Amérique latine : Du lundi au vendredi à 21h30 (21 mai 2012 - 30 décembre 2012)
- Canal RCN
- Univisión
- Telefuturo
- América Televisión
- Venevisión
- Mega (2012; 13 juillet 2015 - présent)
- Canal 3
- Outre-mer 1re (France): Du lundi au vendredi à 18h30 (25 octobre 2012 - Junie 4, 2013)
- Polynésie 1re (France):Du lundi au vendredi à 12h15 (12 décembre 2012 - présent)
- France O Du lundi au vendredi à 14 h 10 ( Fin le 7 juin 2013 )
- La Red (2013-2014)
- IDF1 (France): à partir du 4 septembre 2014
- AD drama (Émirats arabes unis): à partir de 2015 sous le nom de هاوية العشق

- SBT à partir du avril 2016
- Novelas TV à partir du 18 Février à 17 h 40 (France/DOM) à 18h (Afrique)

## Versions
- Basé sur deux novelas originales de Caridad Bravo Adams "Una sombra entre los dos" (1959) et "Al pie del altar" (1959)
- Cañaveral de pasiones (1996), adaptation de Maria del Carmen Peña et Cuauthémoc Blanco, dirigée par Claudio Reyes Rubio, produit par Humberto Zurita et Christian Bach pour Televisa; avec Leonardo Daniel, Angélica Aragón, Daniela Castro et Juan Soler et Francisco Gattorno
- Canavial de Paixões (2003 - 2004), adaptation de Henrique Zambelli, Simoni Boer et Ecila Pedroso, dirigée par Claudio Callao, Jacques Lagôa et Henrique Martins, produit par David Grimberg pour SBT; avec Bianca Castanho, Gustavo Haddad, Thierry Figueira et Ana Cecília Costa.